# マーク・L・レスター
マーク・L・レスター（Mark L. Lester、1946年11月26日 - ）は、アメリカ合衆国の映画監督・映画プロデューサー・脚本家。オハイオ州クリーヴランド出身。アクション映画を数多く手掛け、その中でもアーノルド・シュワルツェネッガーを主演とした『コマンドー』は全世界で5000万ドル以上を稼ぐヒット作となった。近年の作品は日本ではビデオスルーとなることが多い。
妻は同じく映画プロデュサーのダナ・デュボフスキー。1993年には妻と共に、インデペンデント映画製作会社の、アメリカン・ワールド・ピクチャーズを設立した。

## フィルモグラフィ
- Twilight of the Mayas (1971) - 監督
- Tricia's Wedding (1971) - 製作
- ザ・ラスト・スタント Steel Arena (1973) - 監督・脚本・製作
- Truck Stop Women (1974) - 監督・脚本・製作
- White House Madness (1975) - 監督・製作
- 美女と無法者 Bobbie Jo and the Outlaw (1976) - 監督・製作
- スタントマン殺人事件 Stunts (1977) - 監督
- ローラー・ブギ Roller Boogie (1979) - 監督
- 処刑教室 Class of 1984 (1982) - 監督・脚本
- 炎の少女チャーリー Firestarter (1984) - 監督
- コマンドー Commando (1985) - 監督
- 私立ガードマン/全員無責任 Armed and Dangerous (1986) - 監督・製作
- クラス・オブ・1999 Class of 1999 (1990) - 監督・製作・原案
- リトルトウキョー殺人課 Showdown in Little Tokyo (1991) - 監督・製作
- 必殺処刑コップ Extreme Justice (1993) - 監督
- エスケープ Night of the Running Man (1994) - 監督
- FBIファイル第一級指定/パブリック・エネミー Public Enemies (1996) - 監督・製作
- 異常心理 The Ex (1997) - 監督・製作
- ダブル・テイク Double Take (1998) - 監督・製作
- プレッシャー2 Misbegotten (1998) - 監督・製作
- シークレット・オブ・アメリカ Hitman's Run (1999) - 監督・製作
- クロッシング Blowback (2000) - 監督
- リーサル・トリガー Instinct to Kill (2001) - 製作総指揮
- 1,300万ドルの女 女優誘拐計画 Stealing Candy (2002) - 監督・製作・原案
- サイコパス Bad Karma (2002) - 製作総指揮
- ブロンドジャンクション Betrayal (2003) - 監督・製作
- フル・ブラスター White Rush (2003) - 監督・製作
- プテラノドン Pterodactyl (2005) - 監督・製作
- マスク・オブ・レジェンド Day of Wrath (2006) - 製作総指揮
- 美女&野獣 Beauty and the Beast (2009) - 製作
- Groupie (2009) - 監督・製作・製作総指揮
- ポセイドン・レックスPoseidon Rex(2014) - 監督

### テレビ映画
- アマゾンズ黄金伝説 Gold of the Amazon Women (1979) - 監督
- コマンドライン/ザ・ベース The Base (1999) - 監督
- ラスト・ソルジャー Guilty as Charged (2000) - 監督・製作
- Sacrifice (2000、テレビ映画) - 監督・製作
- ゴーストハンター Wraiths of Roanoke (2007) - 製作
- YETI イエティ Yeti: Curse of the Snow Demon (2008) - 製作総指揮